# Cadeia de custódia

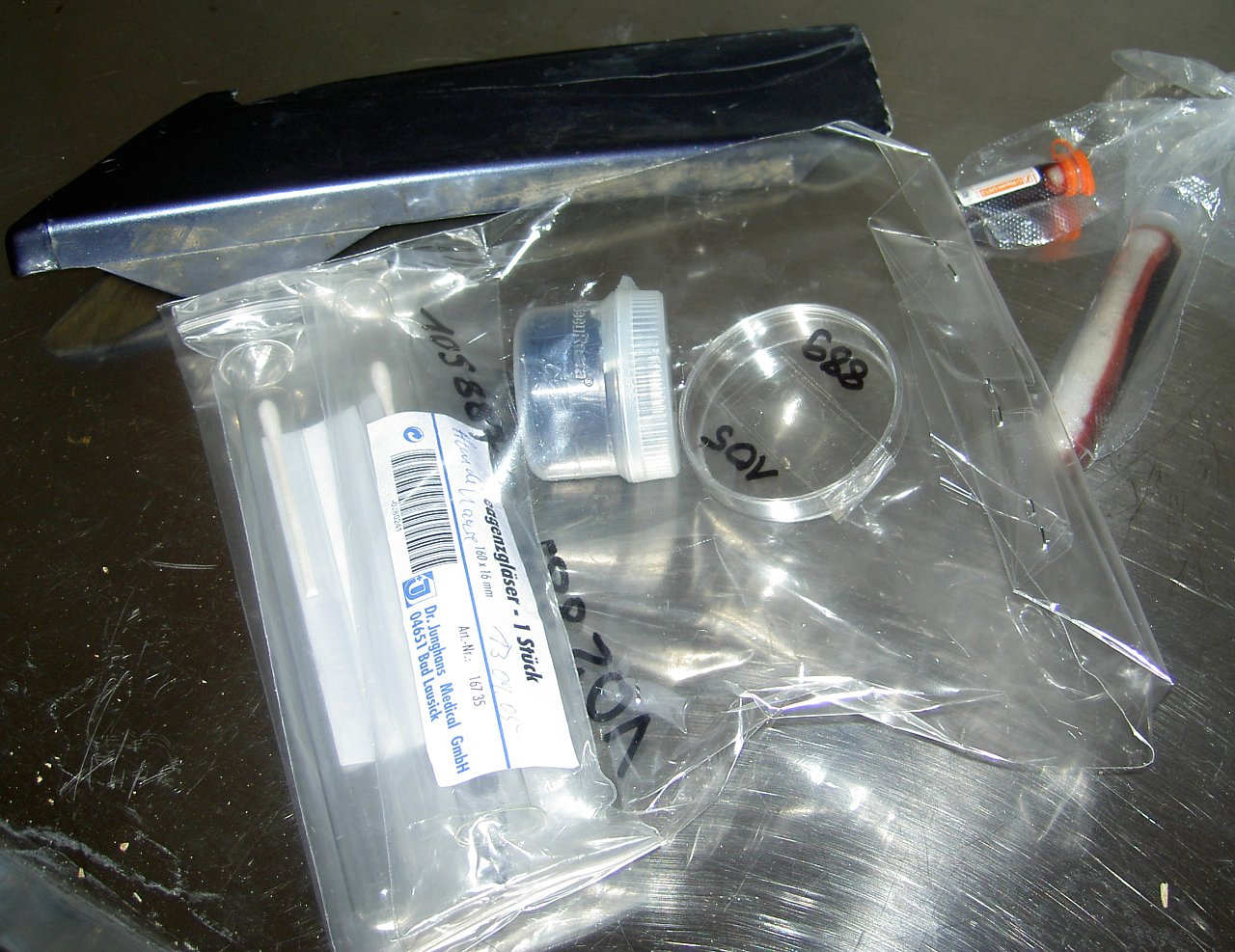
Evidência encontrada no local das buscas

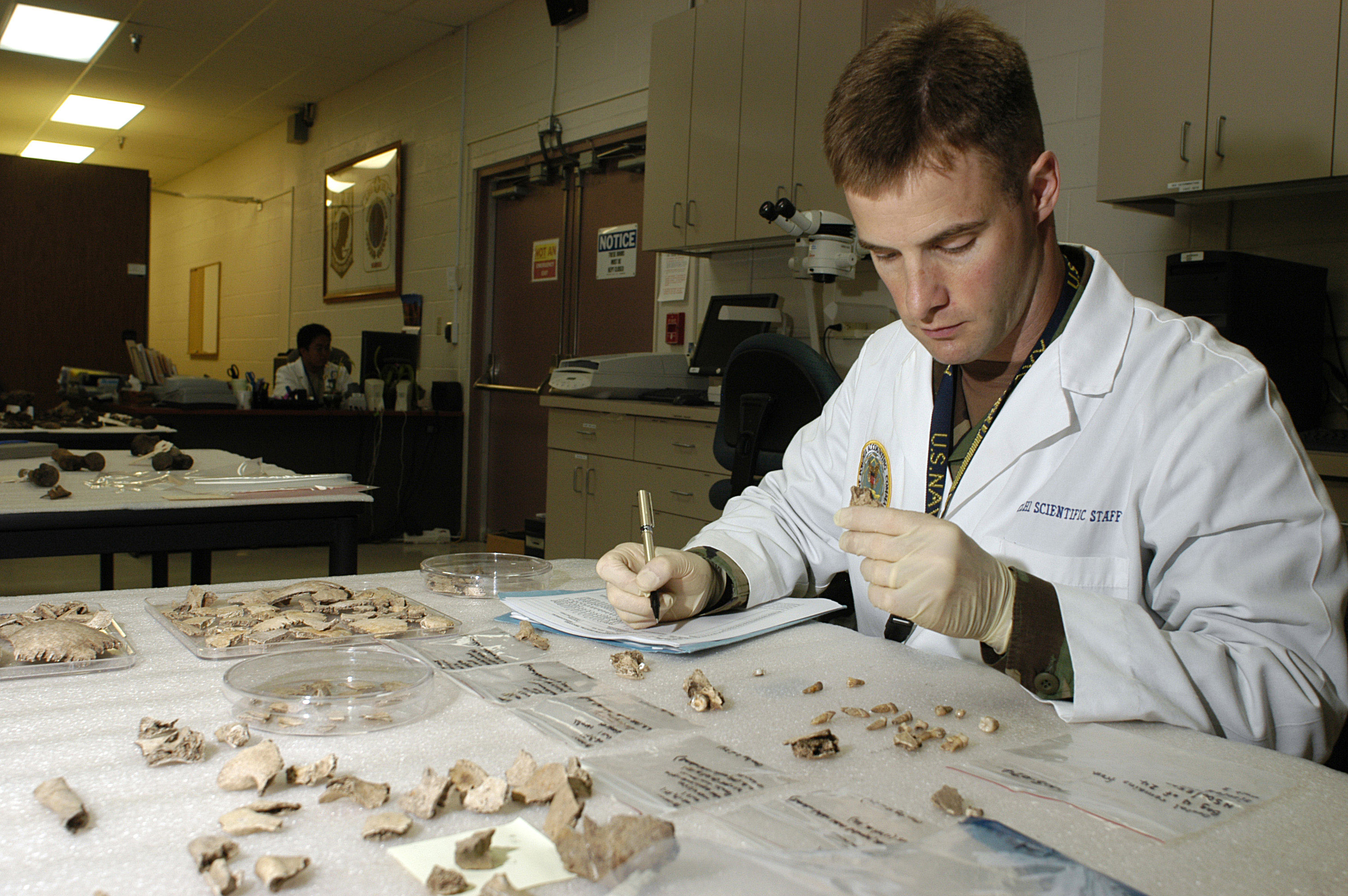
Registrando evidência

Cadeia de custódia, no contexto legal, refere-se à documentação cronológica ou histórica que registra a sequência de custódia, controle, transferência, análise e disposição de evidências físicas ou eletrônicas. De particular importância em casos criminais, o conceito também é aplicado em litígio civil - e algumas vezes mais amplamente no teste antidoping de atletas e em gerenciamento de cadeia de suprimentos, e.g. para melhorar a rastreabilidade de produtos alimentícios, ou para fornecer garantias que produtos de madeira se originaram de florestas gerenciadas sustentavelmente.
O termo, às vezes, também é usado nos campos de história, história da arte e arquivos como um sinônimo para procedência (significando a cronologia da propriedade, custódia ou localização de um objeto histórico, documento ou grupo de documentos), que podem ser um fator importante na determinação de autenticidade.
A perícia criminal, publicada pela SENASP em 2013, diz  que: 
 "CADEIA DE CUSTÓDIA: sistemática de procedimentos que visa à preservação do valor probatório da prova pericial caracterizada."

## Cadeia de Custódia em um processo penal

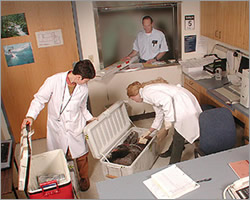
Armazenando evidências

No que diz respeito à preservação das informações coletadas, a cadeia de custódia possibilita documentar a cronologia das evidências, quem foram os responsáveis por seu manuseio, etc. Procedimentos como: colocar lacres em evidências, restringir o acesso apenas aos profissionais responsáveis pela custódia etc. minimizam a possibilidade de manipulação indevida, tornando as evidências mais confiáveis. O Brasil não tem uma normativa geral sobre cadeia de custódia e o mesmo ocorre na grande maioria dos Estados, que ainda encontram fragilidades na gestão da atividade pericial.
Segundo "Luiz Felipe Mallmann de Magalhães" a cadeia de custódia nada mais é que o dever de se seguir todo um procedimento técnico com a finalidade da preservação da confiabilidade da prova, ou seja, a certeza de que ela não sofreu alterações.
A cadeia de custódia tem início com a preservação do local do crime ou com procedimentos policiais ou periciais nos quais seja detectada a existência de vestígio, sendo ele, todo objeto ou material bruto, visível ou latente, constatado ou recolhido, que se relaciona à infração penal.
A cadeia de custódia compreende o rastreamento do vestígio nas seguintes etapas:
“I – reconhecimento: ato de distinguir um elemento como de potencial interesse para a produção da prova pericial;
II – isolamento: ato de evitar que se altere o estado das coisas, devendo isolar e preservar o ambiente imediato, mediato e relacionado aos vestígios e local de crime
III – fixação: descrição detalhada do vestígio conforme se encontra no local de crime ou no corpo de delito, e a sua posição na área de exames, podendo ser ilustrada por fotografias, filmagens ou croqui, sendo indispensável a sua descrição no laudo pericial produzido pelo perito responsável pelo atendimento;
IV – coleta: ato de recolher o vestígio que será submetido à análise pericial, respeitando suas características e natureza;
V – acondicionamento: procedimento por meio do qual cada vestígio coletado é embalado de forma individualizada, de acordo com suas características físicas, químicas e biológicas, para posterior análise, com anotação da data, hora e nome de quem realizou a coleta e o acondicionamento;
VI – transporte: ato de transferir o vestígio de um local para o outro, utilizando as condições adequadas (embalagens, veículos, temperatura, entre outras), de modo a garantir a manutenção de suas características originais, bem como o controle de sua posse
VII – recebimento: ato formal de transferência da posse do vestígio, que deve ser documentado com, no mínimo, informações referentes ao número de procedimento e unidade de polícia judiciária relacionada, local de origem, nome de quem transportou o vestígio, código de rastreamento, natureza do exame, tipo do vestígio, protocolo, assinatura e identificação de quem o recebeu
VIII – processamento: exame pericial em si, manipulação do vestígio de acordo com a metodologia adequada às suas características biológicas, físicas e químicas, a fim de se obter o resultado desejado, que deverá ser formalizado em laudo produzido por perito;
IX – armazenamento: procedimento referente à guarda, em condições adequadas, do material a ser processado, guardado para realização de contraperícia, descartado ou transportado, com vinculação ao número do laudo correspondente;
X – descarte: procedimento referente à liberação do vestígio, respeitando a legislação vigente e, quando pertinente, mediante autorização judicial.”
Com relação a coleta do vestígio, ela deverá ser efetivada preferencialmente por perito oficial, que dará o devido encaminhamento para a central de custódia, para posterior confecção da prova pericial.
QUEBRA DA CADEIA DE CUSTÓDIA
Não havendo o respeito aos procedimentos supramencionados, haverá a quebra da cadeia de custódia, ou seja, a prova estará comprometida.

## Diagnóstico da Perícia Criminal no Brasil
A ausência de uma normatização específica não quer dizer que as evidências coletadas prescindam de preservação. O Ministério da Justiça por meio da Secretaria Nacional de Segurança Pública realizou uma pesquisa sobre a situação da perícia no Brasil, trabalho intitulado Diagnóstico da Perícia Criminal no Brasil e que foi publicado em 2012.
O documento Diagnóstico da Perícia Criminal no Brasil foi escrito após uma análise dos órgãos periciais presentes em todos os estados brasileiros, este documento é escrito com capítulos sobre sete tópicos principais:
1. Estrutura Organizacional
2. Gestão da Informação
3. Recursos Materiais
4. Recursos Humanos
5. Funcionamento
6. Processo de Trabalho
7. Produtividade

A construção de cada um dos pontos do documento, é feita por meio de uma análise inicial seguida por várias tabelas de dados que embasam a análise anteriormente exposta.
A lei 12735/2012 traz a necessidade de estruturação de equipes especializadas voltadas para o combate ao Cibercrime:
- Art. 4o  Os órgãos da polícia judiciária estruturarão, nos termos de regulamento, setores e equipes  especializadas no combate à ação delituosa em rede de computadores, dispositivo de comunicação ou sistema informatizado.

Nos diversos tópicos há críticas às condições do trabalho pericial, no que diz respeito a: condições necessárias, metodologias, padronização de procedimentos, capacitação para que os órgãos periciais oficiais desenvolvam um trabalho a altura de sua importância e possam com isto melhor embasar a investigação policial e dar aos magistrados mais elementos para formar sua decisão.
Em 2013 foi publicado um documento intitulado Procedimento Operacional Padrão para a Perícia Criminal, ele procura criar um roteiro capaz de nortear o trabalho da perícia. São sugeridos procedimentos padronizados para:
1. Balística Forense
2. Genética Forense
3. Informática Forense ou Forense computacional
4. Local de Crime
5. Medicina Legal
6. Papiloscopia
7. Química forense

Os procedimentos devem ser adotados para atender tanto requisitos impostos pelo Código de Processo Penal quanto para obedecer metodologias investigativas pertinentes a cada área pericial de atuação.

## Cadeia de Custódia e a Forense Computacional
A evidência digital é complexa, volátil e pode ser modificada acidentalmente ou propositadamente depois de coletada, para que se consiga determinar se essa evidência sofreu modificações, torna-se necessário o estabelecimento de uma cadeia de custódia. O U.S National Institute of Justice define cadeia de custódia como um processo usado para manter e documentar cronologicamente a evidência. Os documentos devem incluir nome ou iniciais dos indivíduos que coletaram as evidências, cada pessoa ou entidade que após a coleta teve acesso a evidência, data que os itens foram coletados ou transferidos, órgão e número do caso, nome das vítimas ou suspeitos, e uma rápida descrição do caso.
No Brasil o tema “cadeia de custódia” é pouco conhecido ou mal compreendido, em muitas ocasiões os trâmites complexos da cadeia são descumpridos ou tratados inadequadamente devido ao desinteresse de ser cientificamente rigoroso e, outras vezes, por simples ignorância acerca de sua importância.
Não há na legislação brasileira referência específica à cadeia de custódia do material. O Código de Processo Penal Brasileiro (CPP)  determina que a autoridade policial deverá providenciar para que não se alterem o estado das coisas e deverá apreender os objetos que tenham relação com o fato, estas condutas compõem a cadeia de custódia. No entanto não é mencionada diretamente a necessidade de manter uma cadeia de custódia, nem mesmo este termo está presente no CPP.
Giova afirma que o ciclo de vida da evidência digital está se tornando mais complexo e cada estágio aumenta a probabilidade de uma brecha violar a cadeia de custódia. O resultado é um cenário de dificuldade crescente para que o judiciário avalie a evidência e a considere genuína e confiável.

### Modelos de Cadeia de Custódia em Forense Computacional
Alguns modelos foram propostos para manter uma cadeia de custódia (Carrier e Spafford, 2004) (Köhn et al, 2008)(Cosic e Baca, 2010), softwares especificamente criados para procedimentos de forense computacional podem adicionalmente fornecer melhor descrição das evidências, auditoria automática e gerar hashes criptográficos para verificação da integridade.
Na aplicação dos modelos para manter uma cadeia de custódia pode haver variação por conta do país, da legislação, da organização da justiça, do tipo do caso, dentre outros fatores, o importante é que esses modelos são capazes de conhecer melhor os personagens envolvidos e suas atividades no processo forense. Procedimentos que permitam ao investigador recuperar dados de computadores envolvidos em atos ilegais e usar estes dados como evidências em uma investigação criminal estão se tornando fundamentais para as agências de aplicação da lei. Tais procedimentos devem ser robustos tecnologicamente para assegurar que todas as informações probatórias foram recuperadas. Além disso, as evidências digitais devem ser tratadas de forma tal que se possa garantir que nada na evidência original foi alterado.Para a área forense, um caso em que os procedimentos e a possível contaminação das provas foram usados para absolver um indivíduo ocorreu no julgamento do jogador de futebol americano O. J. Simpson.Quando se fala de forense computacional a falta de boas práticas e procedimentos confiáveis são problemas sérios, é uma ciência nova e que trabalha com evidências voláteis que existem apenas em circuitos eletrônicos.

### Padronização da Forense Computacional
O trabalho na direção da padronização originou uma lista de princípios, que foram aprovados pela International Organisation on Computer Evidence - IOCE e que formam um guia de boas práticas de procedimentos em forense computacional.

## Casos de Trabalho Pericial de Grande Repercussão no Brasil

### Caso Isabella Nardoni

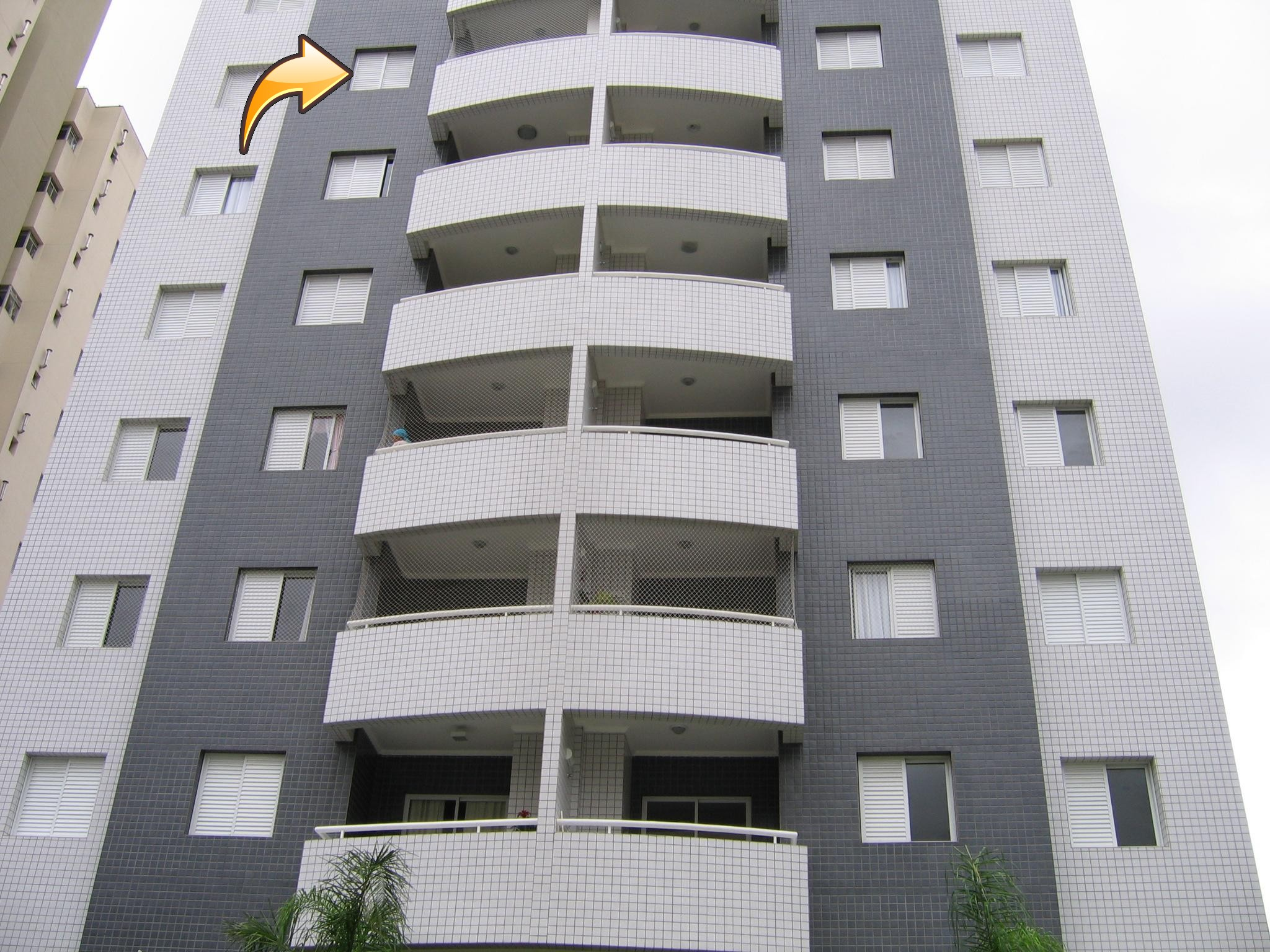
Edifício London

A morte da menina Isabella Nardoni comoveu o Brasil em 2008 e a perícia da Polícia Civil de São Paulo foi fundamental para a condenação do casal Anna Carolina Jatobá e Alexandre Nardoni, madrasta e pai da menina, respectivamente. A garota foi lançada pela janela do sexto andar do Edifício London, em São Paulo, na noite de 29 de março de 2008. Houve uma controvérsia quanto ao laudo pericial, mas o casal cumpriu a pena estabelecida. Segundo o resultado pericial, a menina foi jogada pela janela do quarto dos irmãos. Ainda segundo a perícia, ela foi cuidadosamente introduzida no buraco da rede de proteção que estava instalada na janela e foi solta, caindo no gramado que fica logo abaixo da janela do quarto. Entre as qualificados do homicídio foi colocada a alteração do local do crime, atitude que visa dificultar o trabalho pericial. 

### Perícia na Operação Satiagraha

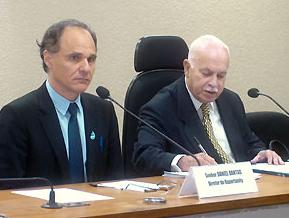
Daniel Dantas

Em 2008 durante uma grande operação da Polícia Federal, denominada Operação Satiagraha, foram encontrados e apreendidos - no apartamento do banqueiro Daniel Dantas - discos rígidos que estavam com seu conteúdo criptografado. Após tentar desvendar o conteúdo armazenado nos discos e não obter sucesso, a Polícia Federal Brasileira solicitou ajuda da polícia federal americana, o FBI, que também não obteve sucesso após mais de um ano de tentativas.
Revelações do delegado da Polícia Federal Carlos Eduardo Pellegrini, que atuou na Operação Satiagraha juntamente com o delegado Protógenes Queiroz (atualmente licenciado e exercendo mandato partidário), indicam que a PF apreendeu, no apartamento do banqueiro Daniel Dantas, documentos que comprovam o pagamento "de propinas a políticos, juízes, jornalistas" no valor de R$ 18 milhões.

### Caso PC Farias
O tesoureiro da campanha para presidente de Fernando Collor de Mello em 1989, Paulo César Farias, conhecido como PC Farias foi encontrado morto, junto com sua namorada Suzana Marcolino, em uma casa de praia em 1996. Houve muita controvérsia e reviravolta em torno do caso. O legista Badan Palhares deu como resultado de seu laudo que Suzana Marcolino matou PC Farias e suicidou-se em seguida. O médico-legista alagoano George Sanguinetti, o perito criminal Ricardo Molina de Figueiredo e, mais recentemente, o perito Domingos Tochetto afirmam que o casal foi assassinado.

### Caso Celso Daniel
A morte do ex-prefeito de Santo André, Celso Daniel, foi outro caso em que houve grande repercussão e houve forte envolvimento do trabalho pericial. Várias pessoas que estavam ligadas, de alguma forma, com o crime ou com o prefeito morreram sob circunstâncias misteriosas, inclusive o perito responsável pelo caso, Carlos Delmonte Printes.